# Casper Gyllenbååt
Casper Gyllenbååt, tidigare Lampa, född 6 januari 1675 i Riddarholmens församling, Stockholm, död 6 januari 1755, var en svensk ämbetsman.

## Biografi
Casper Gyllenbååt föddes 1675 i Riddarholmens församling, Stockholm. Han var son till bryggareåldermannen Claes Lampa och Lucia Schick. Gyllenbååt blev 1686 student vid Uppsala universitet och 1694 auskultant vid Stockholms södra förstads kämnärsrätt. Han blev vice notarie vid kämnärsrätten och studerade sedan från 1695 till 1698 utomlands. Gyllenbååt blev 1700 sekreterare hos Adolf Johan den yngre av Pfalz-Zweibrücken. Han blev 1703 regementsauditör och kommissarie vid Skaraborgs regemente. Från 28 november 1708 var han krigsfiskal och hovauditör. Han adlades tillsammans med svärfadern överkommissarien Börje Robeck 28 maj 1719 till Gyllenbååt och introducerades 1720 i Sveriges riddarhus som nummer 1602. Gyllenbååt fick 16 september 1719 titeln generalauditör och blev 5 januari 1728 assessor i Svea hovrätt. 1739 blev han hovrättsråd därstädes. Gyllenbååt avled 1755.

### Familj
Gyllenbååt gifte sig 7 januari 1712 med Catharina Gyllenbååt (1694–1744). Hon var dotter till överkommissarien Börje Gyllenbååt och Maria Pincier. De fick tillsammans barnen Maria Lucia Gyllenbååt (1712–1771) som var gift med justitieborgmästaren Jonas Robeck i Stockholm, lagmannen Carl Casper Gyllenbååt (1717–1774) och studenten Birger Gyllenbååt (1719–1743).